# Micrespera
Micrespera là một chi bọ cánh cứng trong họ Chrysomelidae.
Chi này được miêu tả khoa học năm 1987 bởi Chen Sicien.

## Các loài
Chi này gồm các loài:
- Micrespera castanea Chen, 1987